# Maserati Karif
Maserati Karif – samochód sportowy klasy kompaktowej produkowany przez włoską markę Maserati w latach 1988 - 1991. 

## Historia i opis modelu
Dostępny był jako 2-drzwiowe coupé, powstało 221 egzemplarzy. Do napędu użyto widlastego sześciocylindrowego silnika o pojemności 2,8 litra, który generował moc 224 KM. Przenoszona była ona na koła tylne poprzez 5-biegową manualną skrzynię biegów. Nazwa "Karif" pochodzi od wiatru wiejącego przez Zatokę Adeńską do Somalii.

### Dane techniczne
Źródło:

### Silnik
- V6 2,8 l (2790 cm³), 3 zawory na cylinder, turbodoładowany
- Stopień sprężania: 7,4 :1
- Moc maksymalna: 224 KM (164,8 kW) przy 5500 obr./min
- Maksymalny moment obrotowy: 363 N•m przy 3500 obr./min

### Osiągi
- Przyspieszenie 0-100 km/h: ok. 5 s
- Prędkość maksymalna: 230 km/h